# Флаг Октябрьского (Башкортостан)
Флаг городского округа «Город Октя́брьский» Республики Башкортостан Российской Федерации. Флаг учреждён 13 июля 2006 года.

## Описание
«Прямоугольное полотнище с соотношением ширины к длине 2:3, состоящее из трёх горизонтальных полос: верхней голубого цвета шириной 2/3 ширины полотнища, средней белого цвета шириной 1/10 ширины полотнища и нижней зелёного цвета; на синей полосе у древка арка из трёх дуг жёлтого цвета, в основании у древка поддерживаемая двумя дланями жёлтого цвета».

## Обоснование символики
Флаг создан на основе герба города, который отражает историческое, географическое и экономическое положение города.
Основным элементом флага является стилизованное изображение фонтана нефти, бьющего из человеческих рук золотого цвета и символически указывающего, что город возник и получил своё развитие благодаря открытию богатых месторождений нефти. Мощные золотые струи фонтана служат эмблемой девонской нефти, открытой в годы Великой Отечественной войны и внёсшей весомый вклад в Победу.
Золотой (жёлтый) цвет означает богатство, знатность, самостоятельность.
Лазоревый (синий) цвет символизирует величие, стремление к развитию, движению вперёд и целеустремлённость, свойственные жителям города.
Серебряный (белый) пояс — это символическое изображение знаменитого исторического караванного пути из Азии в Европу, проходившего по территории современного города. Серебряный пояс аллегорически показывает также, что и сегодня город является западными воротами Башкортостана. Серебряный цвет означает чистоту помыслов, мудрость и честь.
Город Октябрьский — один из самых благоустроенных городов Республики Башкортостан и Российской Федерации, что передано зелёной полосой. Зелёный цвет означает также изобилие, радость, свободу, покой и мир.